# やんごとなき一族
『やんごとなき一族』（やんごとなきいちぞく）は、こやまゆかりによる日本の漫画作品。『Kiss』（講談社）にて、2017年8月号から連載中。
江戸時代から400年以上続く名家に嫁いだ一般庶民の女性が表向きは豪華絢爛な雰囲気を漂わせる一族の中で起こる醜い諍いや、未だに残っている男尊女卑の慣習などに翻弄されながらも、名家の次男である夫とともに立ち向かっていく姿を描く。
2022年4月期にフジテレビ系で実写ドラマ化。

## あらすじ
主人公の篠原佐都は母と2人で大衆食堂を営み、平凡ながらも幸せな日々を過ごしていた。そんな彼女には深山健太という恋人がおり、彼も佐都の家の食堂の料理が好きな明るく気さくな男性であるが、実は彼は芦屋（ドラマでは芦屋の設定は省かれている）にある名家の御曹司であった。
健太と自身の家柄の違いに大きな不安を抱く佐都だが、健太に「気にする事はない」と優しく励まされてプロポーズを受ける。

## 登場人物
篠原佐都 → 深山佐都
主人公。父亡き後、母と2人で商店街の大衆食堂を営んでいる。兄が一人（テレビドラマ版では一人っ子）いて高卒で近所の工場で働いている。ごく平凡な一般家庭育ちの女性だが、健太と出会い恋に落ちる。健太が気さくな性格であった事もあり、彼が名家の子息であるという事を佐都は出会った当初は知らなかった。一般庶民とは異なる深山家の文化と価値観に苦労し心情を貫きながらも懸命な努力をする。健太との間に長女・凛を出産する。
深山健太
佐都の夫で芦屋の財閥・深山家の次男。いわゆる「お坊ちゃま」だが、佐都の実家の大衆食堂の料理を好むなど明るく気さくな性格。元々深山家には嫌悪感を抱いており、大学生の頃から一人暮らしをして、就職先も深山家とは無関係の企業に就職し実家とは距離を置いていた。魑魅魍魎蔓延る深山家に佐都とともに立ち向かう決意をする。
深山明人
深山家の長男で、美保子の夫。気が弱い性格で、家の跡取りには向かないとして父親から見放されている。圭一による厳しいしつけを受けてきた過去から、閉所（暗所）恐怖症を抱え、賑やかな場は苦手で、子供の話し声や泣き声などを聞くたびに強いトラウマを感じる。自分が親になったらその子供が自分と同じ辛い境遇にしてしまうのではと、親になる不安から子作りに消極的である。当初は長弟の健太が後継者として指名されていたが、ある出来事から圭一に後継者を指名される。彼自身が乏精子症で子供が授からないため、美保子が跡取りに焦りを感じるようになった。美保子の精子提供を知らないまま、美保子が待望の息子（圭斗）を出産してからは美保子や圭斗に優しく気遣う。
深山美保子
深山家の長男・明人の妻。旧姓：谷村。京都の和菓子屋の娘だが、実は社長の後妻（現女将）の連れ子（同母弟は英司）。実父のギャンブル依存を理由に両親が離婚。母・鈴子が和菓子屋に働くまではホステスで生計を立てたりするなどの理由により、美保子がクラス内で同級生からのいじめを受けるなど苦労が絶えなかった。その影響から上昇志向が強く野心的である。健太に彼女がいることを理由に深山家長男の明人と結婚したが、それが一般庶民である佐都であると知ったことで社長夫人の座を奪われることに対して敵意と悪意を抱く。明人が健太に代わって後継者として圭一に指名されると、気弱な明人との間に子供ができないため跡取りにプレッシャーを感じる。SNSで取引した見も知らぬ男性（羽衣誠也）からの精子提供により妊娠し、待望の男児・圭斗を出産するが、深山家関係者や周囲に対して、子供の出生などに関しては嘘を塗り固めている。強迫観念があり、子育てだけでなく子供の世話を手伝う家政婦に対しても神経質である。皮膚湿疹に関するセミナーで自称・実業家の羽衣と再会し、圭斗の出自を知った羽衣からストーカー同然で迫り続けられる。金銭的・精神的に徐々に追い詰められるなか、羽衣に車内で無理やり犯されそうになり逃げ出す。鈴子に組長への協力を求め自身に近づかけないよう羽衣を脅させた。
深山（市原）聖花
深山家の長女で伸二郎の妻。明人の妹。健太・大介・有紗の姉。ヒカリ座音楽学校出身。市原病院の経営者一族の息子と結婚して長女モエがいる。待望の第二子妊娠が判明した頃、有紗の妊娠が伸二郎と関わっていることを知り、浮気を問い詰める。テレビドラマ版では未登場。
市原伸二郎
聖花の夫。実家の経営する病院の医師。家族を大事にすると決意をしたものの、親の決めた婚約やこれからのことに悩む義妹（聖花の妹）の有紗とは一夜の関係を持ってしまう。その直後に有紗が妊娠してから有紗を気遣い続け、内密に生活費・養育費を有紗に送金している。その封筒が市原家のものであることが第二子妊娠中の聖花に知られてしまい、浮気を問い詰められる。テレビドラマ版では未登場。
深山大介
圭一の三男。美容クリニックのオーナー。リツコとの結婚は父の圭一が決めた政略結婚であり、当初はこの結婚を拒否していた。彼の浮気がリツコを傷つけてしまい、その後リツコとはお互い本当に幸せになれる道を歩むため双方の合意により離婚をした。マダムキリコには詳しいらしい。
深山家の跡取りに決まった長兄・明人がホテル経営の資金繰りに困ったため、ホテル内に設置される予定のサロンの完全撤退を圭一に命令で余儀なくされる。離婚以来に久しぶりに深山家で偶然に圭一と対面したときには、圭斗の父親が深山家の血が流れていないことは既に知って圭斗のDNA鑑定を求める。圭斗の出生に纏わる真実を聞き入れてもらえず、ホテルに金輪際関わらない上に絶縁を通告されると、圭一、明人、美穂子への憤りと失望を抱く。
深山リツコ → 万野リツコ
大介の妻。大手ホテルチェーンの令嬢。旧姓：万野（ばんの）。大介との縁談は政略結婚で、大介はこの縁談に乗り気ではなかったが、リツコは彼に一目ぼれした事から結婚に至ったが、大介と離婚する。佐都に対して友好的に接する。
深山有紗
深山家の次女。大学生。圭一により東京の貿易会社の社長令息・香川友貴との婚約を決められてしまい、深山家の決めたことに置かれる自分の境遇に悩む。自分を気遣って親身に接する伸二郎と一夜の関係を持ち、香川との婚約の進む最中に妊娠してしまう。お腹の子供の父親を明かさないまま婚約破棄したことで圭一の怒りは収まらず、自身と子供の幸せを考えて勘当同然で深山家を出る。家のしがらみから解放された後はアパートを借りて書道講師の仕事で生計を立てる。しかし臨月を迎えた頃に伸二郎との関係が聖花に勘づかれるが、お腹の子の父親は別の男性などとうまく回避する。その後は産気づき一人病院で出産することを決意するが、駆けつけた佐都と健太の支えにより無事に息子・蓮（れん）を出産する。
深山圭一
健太の父。深山家第25代目当主。冷淡な性格で、気弱な性格の長男（明人）に対して厳しく冷酷な態度をとるほか、一般家庭出身である佐都の事も快く思っておらず、冷淡な態度をとる。自分の気に入らない相手に対しては冷酷な手段を惜しまない。また男尊女卑思考の持ち主でもあり、愛人がいるほか、「男児にしか家を継がせない」という考えから息子の嫁たちに男児を産むよう求める場面が見受けられる。
深山久美
圭一の妻。結婚当初から圭一に家政婦同然の扱いをされていた。圭一からひどい扱いを受ける佐都の事を助けたいと思ってはいるが、それが出来ず、もどかしい思いを抱えている。勘当状態の有紗が出産した蓮の父親が伸二郎かどうか市原家の要請でDNA鑑定を無理やりさせようとした圭一に愛想をつかし深山家を出る。蓮を一人で育てる有紗を度々訪れる。
深山八寿子
圭一の母。旧姓: 小田。元は東京の旧華族出身。
昭和初期の女性誌で紹介された特集によると、華道や茶道などが全て得意。当時は結婚話が山ほどあり皇族の方のお妃候補にもなったことがある。
実家は伯爵家で、戦争の空襲で屋敷と別荘を失い、戦後は華族制度の廃止により財産も没収された。
関西の財閥である深山家の先代当主に嫁ぎ、一男三女（秋乃、圭一、冬美、春菜）を儲ける。当初は深山家で旧華族とは異なる文化や価値観に苦労をしたが、料理や着付けも寝ずに学び、徹底的に深山家でのしきたりを身につけるなど努力を積み重ねてきた。
芦屋のレストラン「ちどり」で初めて食事したときからサクラマスを好きになり、「いつかヤマメからサクラマスになってやる」と言ったことがあり、「ちどり」で初めて食事した佐都と健太の話をきっかけにサクラマスの生態に感動し、自分も強くなると誓い佐都に好意的に接するようになる。
ある日倒れて寝たきりになり家族からの介護を受け続けているが、久しぶりにお茶会を催した直後に息を引き取る。
深山春菜
圭一の次妹（健太の叔母）。深山家先代当主と八寿子の三女で末娘。身体が弱いことで父親である先代当主に疎んじられてきたため、自己肯定感の低く成長する。父親に認められようと努力するものの、婚約が決まった直後に相手の事情で破談にされたため深山家の役に立たないと父親から最後まで言われてきた。婚約の破談以来ずっと独身を通し、父親の死後は圭一夫妻の世話を受けながら屋敷の離れで八寿子と暮らす。憧れのアイドル男性ヤマトが好きで、公演を観に行くのが生き甲斐である。ポーセラーツが趣味で、自作の作品をパーティーに訪れた客に才能を認められ性格の明るさを徐々に取り戻す。それをきっかけにポーセラーツアーティストとして個展を開くことを決意する。
マダムキリコ
貿易会社の社長。上流社会において多大なる影響力を持つ。複数の若いイケメンを愛人としてよく周りにはべらせている。実年齢の65歳より大幅に若く見える美人とされているが、実態は顔にも身に体も幾度となく整形を繰り返している事で全身のバランスが崩れており、長い髪は緑に染め上げられ緑のカラコンを着用し異様な雰囲気を漂わせている。
秋乃
圭一たちの姉（健太たちの伯母）。深山家先代当主と八寿子の長女。
冬美
圭一の長妹（健太たちの叔母）。深山家先代当主と八寿子の次女。

## 用語
定食まんぷく屋
佐都の親が経営している。どて焼きにデーツを使っている。

## 書誌情報
- こやまゆかり『やんごとなき一族』講談社〈KC KISS〉、既刊18巻（2025年5月13日現在）
  1. 2018年1月12日発売[講 1]、ISBN 978-4-06-510738-6
  2. 2018年4月13日発売[講 2]、ISBN 978-4-06-511281-6
  3. 2018年10月12日発売[講 3]、ISBN 978-4-06-513900-4
  4. 2019年5月13日発売[講 4]、ISBN 978-4-06-515647-6
  5. 2019年11月13日発売[講 5]、ISBN 978-4-06-517342-8
  6. 2020年4月13日発売[講 6]、ISBN 978-4-06-519237-5
  7. 2020年10月13日発売[講 7]、ISBN 978-4-06-521208-0
  8. 2021年2月12日発売[講 8]、ISBN 978-4-06-522428-1
  9. 2021年7月13日発売[講 9]、ISBN 978-4-06-523896-7
  10. 2022年2月10日発売[講 10]、ISBN 978-4-06-525967-2
  11. 2022年4月13日発売[講 11]、ISBN 978-4-06-527038-7
  12. 2022年11月11日発売[講 12]、ISBN 978-4-06-529286-0
  13. 2023年4月13日発売[講 13]、ISBN 978-4-06-531300-8
  14. 2023年9月13日発売[講 14]、ISBN 978-4-06-532848-4
  15. 2024年2月13日発売[講 15]、ISBN 978-4-06-534635-8
  16. 2024年7月11日発売[講 16]、ISBN 978-4-06-536196-2
  17. 2024年12月13日発売[講 17]、ISBN 978-4-06-537827-4
  18. 2025年5月13日発売[講 18]、ISBN 978-4-06-539505-9

## テレビドラマ
2022年4月21日から6月30日まで、フジテレビ系「木曜劇場」枠で放送された。主演は土屋太鳳。
当初は、前週同月14日から開始予定であったが、新型コロナウイルスが原因で制作スケジュールに影響が生じたため、開始を1週間延期し、繰り下げられることとなった。同日の代替番組として、『古畑任三郎傑作選 しばしのお別れ』を放送した。

### キャスト

#### 主要人物
篠原佐都（）→ 深山佐都（）
演 - 土屋太鳳
本作の主人公。母とともに大衆食堂「まんぷく屋」を営んでいる。テレビドラマ版では決め台詞が設定され「はばかりながら申し上げます」。
深山健太（）
演 - 松下洸平（幼少期：鈴木奏晴）
江戸時代から続く名家「深山家」の次男。
深山久美（）
演 - 木村多江
健太の母であり、圭一の妻。
深山圭一（）
演 - 石橋凌
健太の父であり、現在の深山家当主。
深山明人（）
演 - 尾上松也（幼少期：大場心温）
深山家の長男であり、佐都にとって義理の兄にあたる人物。
深山美保子（）
演 - 松本若菜
明人の妻であり、佐都の義姉。
深山大介（）
演 - 渡邊圭祐
深山家の三男であり、美容クリニックのオーナー。
深山有沙（）→ 香川有沙（）
演 - 馬場ふみか（幼少期：秋山加奈）
深山家の末っ子（原作では次女だがテレビドラマ版では長女）であり、佐都の義妹。深山家の兄妹で唯一の未婚者だったが、見合い結婚する。

#### 深山家
深山リツコ（）
演 - 松本妃代
大介の妻であり、ホテルチェーン「ザラスホテルグループ」の令嬢。
深山八寿子（）
演 - 倍賞美津子
深山圭一の母親であり、先代の妻。
深山春菜
演 - キムラ緑子（第9話）
深山圭一の妹。アイドルのヤマトを追いかけ別荘を転々としている。

#### その他
立花泉（）
演 - 佐々木希
健太の秘書。
篠原良恵（）
演 - 石野真子
佐都の母であり、大衆食堂「まんぷく屋」を営んでいる。
篠原久志（）
演 - 髙嶋政宏
佐都の父（故人）。
沖縄料理屋のロクさん
演 - 肥後克広（ダチョウ倶楽部）
肉屋の源さん
演 - 寺門ジモン（ダチョウ倶楽部）
八百屋の八さん
演 - 上島竜兵（ダチョウ倶楽部）
上記3人は「まんぷく屋」の常連客。
放送期間中の2022年5月11日に上島が急逝したが、収録済だった上島の出演シーンは予定通り放送され、その後も肥後・寺門の両名は出演を継続。
木暮
演 - 西村直人
深山圭一の秘書。
森高
演 - 山口みよ子
深山家の使用人頭。
田辺
演 - 小林きな子
深山家の使用人。
その他使用人
演 - 前田鮎花、山口夏弥、神谷明采、喜堂あき、中村優花、日向子、佐野瑞稀、藤下栞、宮瀬彩加、三橋栄香、織野友貴

#### ゲスト
※（）内は今話以降にも出演する話数
第1話
秋乃
演 - 春風ひとみ（第2話・第6話）
冬美
演 - 峯村リエ（第2話・第6話）
蒲生譲
演 - 上田琳斗
蒲生の妻
演 - 八重澤ひとみ
役名不明
演 - シュウペイ（ぺこぱ）
上記はいずれも、深山八寿子のパーティの招待客。
第2話
葛西綾（）
演 - 小沢真珠
ジュエリーデザイナー。深山圭一の愛人。
師範
演 - 真下有紀
生徒A
演 - 前野恵
生徒B
演 - 白須慶子
上記3名は日本舞踊の教室。
ホテル係員
演 - 石橋遼大（四千頭身）
第3話
万野誠（）
演 - 石黒賢（第10話・最終話）
リツコの父。
第4話
マダムキリコ
演 - 長谷川京子（第8話・最終話）
年齢、国籍、性別不詳な上流社会において大きな影響力を持つ人物。
根岸
演 - 田山涼成（第5話）
深山久美やマダムキリコが贔屓にしている呉服屋。
反町文也
演 - 上山竜治
パリの二つ星レストラン「SORIMACHI」のシェフ。
村野正忠
演 - 河屋秀俊
福岡の「レストラン・ムラノ」のシェフ。
瀧川
演 - 原沢侑高
青山のサロン「プレセチア」のフロント。
第5話
香川友貴（かがわ ゆうき）
演 - 森田甘路（第6話）
有沙のお見合い相手。大手貿易会社「香川貿易」の一人息子。
中島俊也（なかじま しゅんや）
演 - 葉山奨之
深山家に内緒で有沙と交際する植木職人。
香川広明
演 - 春海四方（第6話・第9話）
香川友貴の父親。
香川和枝
演 - ふせえり（第6話・第9話）
香川友貴の母親。
第6話
香川亮治
演 - 橋爪淳
香川友貴の叔父。
佐々木
演 - 矢柴俊博
深山グループの小松町団地再開発担当者。
建設業者
演 - 伊藤裕一
健太に小松町団地のリノベーション計画を提示されるが、断ってしまう。
第7話
立花隆（たちばな たかし）
演 - 篠井英介（第8話）
大物政治家。立花泉の父。
松子（まつこ）
演 - 柴田理恵（第8話 - 第10話）
竹山
演 - 村上寿子（第8話 - 第10話）
梅川
演 - 伊藤麻実子（第8話 - 第10話）
上記3人は深山家のお産扱い専門のお手伝い。妊娠中の家事や身の回りのこと一切を行う。
宮城
演 - 矢作マサル（第8話）
深山健太の部下。
西浦
演 - 斎藤陸（第8話）
深山健太の部下。
産婦人科医
演 - 佐藤裕（第9話）
佐都の主治医。特別室を提供する。
料理の先生
演 - 大村美樹
佐都と有沙に料理を教える。
第8話
精子提供者
演 - 大須賀隼人
美保子に精子を提供する。
第9話
ヤマト
演 - 内藤秀一郎
中高年を中心とする女性ファンに人気の男性アイドル。
今井
演 - 近江谷太朗
国土交通省事務次官。
レイコ
演 - 阿南敦子
ヤマトのおっかけ。春菜のライバル。
骨董品店主
演 - 村岡希美
やまと骨董店。
警備員
演 - 盛山晋太郎（見取り図）
ヤマトのイベントの警備員。
同級生（回想）
演 - 青谷優衣
美保子の同級生。
美保子の母（回想）
演 - 沢井昌子
美保子の弟（回想）
演 - 橋本偉成
第10話
医師
演 - 錦織大輔
健太の記憶喪失を診断する。
最終話
サイード
演 - 竹財輝之助
ドバイの大富豪で投資家。
神宮寺達也
演 - 近藤雄介
万野の命で深山の資金を横流しする。
難波松（なんば まつ）
演 - 豆三郎、声 - 津田健次郎
佐都と健太が凛を連れて仲睦まじく歩く途中、凛の靴が脱げた事をアピールする。その直後、風船が木に引っかかっていて困惑していた子供達を見て、軽快な動きで風船を取り子供達に手渡す様子から「深山の女」としての佐都の行動に驚嘆する。

### スタッフ
- 原作 - こやまゆかり『やんごとなき一族』（講談社『Kiss』連載中）
- 脚本 - 神森万里江、青塚美穂、ひかわかよ、的場友見
- 演出 - 田中亮、三橋利行、水戸祐介、下畠優太
- 音楽 - 木村秀彬
- ナレーション - 花江夏樹[44]
- 主題歌 - milet「Walkin' In My Lane」（SME Records）[45]
- 挿入歌 - wacci「恋だろ」（Sony Music Labels）[46]
- 茶道監修 - 北見宗幸
- ビジネス監修 - 坂本剛
- プロデュース - 宋ハナ
- 制作プロデュース - 古郡真也
- 協力プロデュース - 三竿玲子
- 制作協力 - FILM
- 制作・著作 - フジテレビ

### 放送日程
| 各話                                                                        | 放送日  | サブタイトル                                | 脚本       | 演出     | 視聴率 |
| --------------------------------------------------------------------------- | ------- | ------------------------------------------- | ---------- | -------- | ------ |
| 第1話                                                                       | 4月21日 | アフターシンデレラストーリー開幕!           | 神森万里江 | 田中亮   | 7.3%   |
| 第2話                                                                       | 4月28日 | 正妻VS愛人! 襲い掛かる非情なる掟            | 神森万里江 | 田中亮   | 6.1%   |
| 第3話                                                                       | 5月05日 | 結婚は誰のためのもの? 三男夫婦の独立宣言!   | 青塚美穂   | 三橋利行 | 5.7%   |
| 第4話                                                                       | 5月12日 | 佐都健太破門の危機! 女郎蜘蛛は誰に微笑む!?  | ひかわかよ | 三橋利行 | 5.3%   |
| 第5話                                                                       | 5月19日 | 非情な縁談を阻止できるか!? 末娘の運命は…    | 青塚美穂   | 水戸祐介 | 6.0%   |
| 第6話                                                                       | 5月26日 | 母に訪れて試練のお茶会! 庶民の逆襲スタート! | 的場友見   | 下畠優太 | 6.3%   |
| 第7話                                                                       | 6月02日 | 女vs女の修羅場! 壮絶な戦いの幕開け          | 的場友見   | 三橋利行 | 5.3%   |
| 第8話                                                                       | 6月09日 | 女同士の激情が衝突! 衝撃のクライマックスへ  | 青塚美穂   | 水戸祐介 | 5.3%   |
| 第9話                                                                       | 6月16日 | ついに出産! 深山の宿命を打ち破れ!           | 的場友見   | 下畠優太 | 5.6%   |
| 第10話                                                                      | 6月23日 | 佐都健太最大のピンチ!? 別れの危機を脱せるか | 青塚美穂   | 三橋利行 | 6.6%   |
| 最終話                                                                      | 6月30日 | 涙の最終回! 夫婦の絆と家族再生の物語        | 青塚美穂   | 三橋利行 | 6.8%   |
| 平均視聴率 6.0%（視聴率はビデオリサーチ調べ、関東地区・世帯・リアルタイム） |         |                                             |            |          |        |

- 初回は22時 - 23時09分の15分拡大放送。
- 第7話は「キリンチャレンジカップ2022　日本×パラグアイ」中継の延長のため、5分繰り下がり（22時5分 - 22時59分）

| フジテレビ系列 木曜劇場                                     | フジテレビ系列 木曜劇場                      | フジテレビ系列 木曜劇場                      |
| 前番組                                                      | 番組名                                       | 次番組                                       |
| ----------------------------------------------------------- | -------------------------------------------- | -------------------------------------------- |
| ゴシップ #彼女が知りたい本当の○○ （2022年1月6日 - 3月17日） | やんごとなき一族 （2022年4月21日 - 6月30日） | 純愛ディソナンス （2022年7月14日 - 9月22日） |

### その他
- 2022年6月30日放送の最終回の終盤に、フジテレビ系列で2022年4月期に「水曜10時枠の連続ドラマ」枠で放送された『ナンバMG5』のキャラクターである柴犬の難破松（演 - 豆三郎、声 - 津田健次郎）がクロスオーバー出演を果たした[49]。

### 講談社コミックプラス
- 以下の出典は『講談社コミックプラス』に基づく。書誌情報の発売日の出典としている。

1. ↑  “『やんごとなき一族（1）』”. 講談社コミックプラス. 講談社. 2022年2月2日閲覧.
2. ↑  “『やんごとなき一族（2）』”. 講談社コミックプラス. 講談社. 2022年2月2日閲覧.
3. ↑  “『やんごとなき一族（3）』”. 講談社コミックプラス. 講談社. 2022年2月2日閲覧.
4. ↑  “『やんごとなき一族（4）』”. 講談社コミックプラス. 講談社. 2022年2月2日閲覧.
5. ↑  “『やんごとなき一族（5）』”. 講談社コミックプラス. 講談社. 2022年2月2日閲覧.
6. ↑  “『やんごとなき一族（6）』”. 講談社コミックプラス. 講談社. 2022年2月2日閲覧.
7. ↑  “『やんごとなき一族（7）』”. 講談社コミックプラス. 講談社. 2022年2月2日閲覧.
8. ↑  “『やんごとなき一族（8）』”. 講談社コミックプラス. 講談社. 2022年2月2日閲覧.
9. ↑  “『やんごとなき一族（9）』”. 講談社コミックプラス. 講談社. 2022年2月2日閲覧.
10. ↑  “『やんごとなき一族（10）』”. 講談社コミックプラス. 講談社. 2022年2月10日閲覧.
11. ↑  “『やんごとなき一族（11）』”. 講談社コミックプラス. 講談社. 2022年4月13日閲覧.
12. ↑  “『やんごとなき一族（12）』”. 講談社コミックプラス. 講談社. 2022年11月11日閲覧.
13. ↑  “『やんごとなき一族（13）』”. 講談社コミックプラス. 講談社. 2023年4月13日閲覧.
14. ↑  “『やんごとなき一族（14）』”. 講談社コミックプラス. 講談社. 2023年9月14日閲覧.
15. ↑  “『やんごとなき一族（15）』”. 講談社コミックプラス. 講談社. 2024年2月13日閲覧.
16. ↑  “『やんごとなき一族（16）』”. 講談社コミックプラス. 講談社. 2024年7月11日閲覧.
17. ↑  “『やんごとなき一族（17）』”. 講談社コミックプラス. 講談社. 2024年12月13日閲覧.
18. ↑  “『やんごとなき一族（18）』”. 講談社. 2025年5月13日閲覧.